# Werner Suerbaum
Werner Suerbaum (* 14. Juli 1933 in Osnabrück) ist ein deutscher Altphilologe.

## Leben
Werner Suerbaum ist ein jüngerer Bruder des Anglisten Ulrich Suerbaum (1926–2022) und Onkel von dessen Söhnen Sebastian Suerbaum und Joachim Suerbaum.
Werner Suerbaum legte 1954 sein Abitur am Gymnasium Carolinum Osnabrück ab. Nach dem Studium der Klassischen Philologie und der Geschichte (1954–1959) in Münster, Würzburg und München promovierte er 1959 an der Universität Münster bei Franz Beckmann und Herbert Grundmann zum Dr. phil. mit der Dissertation „Vom antiken zum frühmittelalterlichen Staatsbegriff“ (1961, erweitert 1970 und 1977). Von 1959 bis 1965 war er wissenschaftlicher Assistent an der Universität in Würzburg, wo er sich 1965 für Klassische Philologie habilitierte. Zum 31. Dezember 1965 wurde er auf den außerordentlichen Lehrstuhl für Lateinische Philologie an der Universität München berufen und dort 1970 zum Inhaber eines ordentlichen Lehrstuhls ernannt. Er war Vorstand in der kollegialen Leitung des Instituts für Klassische Philologie der LMU und 1979–1981 Dekan der Philosophischen Fakultät für Sprach- und Literaturwissenschaften. 2001 wurde er emeritiert.

## Forschungsschwerpunkte
Die Forschungsschwerpunkte Werner Suerbaums liegen in der klassischen lateinischen Literatur und deren Rezeption. Zu diesem Bereich hat er mehr als 180 Publikationen veröffentlicht. In erster Linie hat er sich dem Werk Vergils und dessen Rezeption im Bild gewidmet und dazu zwei Monographien (1981 und 1999) und viele Aufsätze verfasst, außerdem 1998 die in München, Bamberg, Heidelberg, Mainz und Klagenfurt gezeigte Poster-Ausstellung Vergil visuell konzipiert und weitgehend selber gestaltet (5 Beihefte 1998). In Kooperation mit der Bayerischen Staatsbibliothek München hat er das „Handbuch der illustrierten Vergil-Ausgaben 1502-1840“ für ca. 4.000 Abbildungen erarbeitet (2008) und seit 2011 die kommentierenden Texte zu 4 Illustrationszyklen zur Aeneis aus dem 16./17. Jh. verfasst (Gesamtausgabe 2014). Das ist 2015 durch die Verleihung des Premio internazionale VERGILIUS durch die Accademia Nazionale Virgiliana in Mantua gewürdigt worden. Neben Vergil sind weitere Forschungsschwerpunkte Tacitus (u. a. 2015), die archaische Literatur (u. a. Habilitationsschrift 1968, Handbuch 2002), Cicero (u. a. Diss. 1961), Horaz (Poster-Ausstellung „Horaz – Disiecti membra poetae“ nebst 4 Beiheften 1993) und die bildliche Rezeption römischer Autoren (Vergil, Horaz, Caesar, Sallust, Tacitus). Werner Suerbaum hat auch große kommentierte Bibliographien erarbeitet (zu Vergil 1980–81, Tacitus 1990, Cicero De re publica 1978, Ennius 2003, Cato 2004 und zu den meisten archaischen römischen Autoren 2002), die meist als selbständige Bücher erschienen sind. In den letzten Jahren hat er sich mit Mantegnas Triumph Caesars auseinandergesetzt und ein reich illustriertes Buch zum Thema Trauernde Frau mit Urne publiziert, das philologische und kunsthistorische Methoden vereint.
2020 wurde er mit der Pegasus-Ehrennadel des Deutschen Altphilologen-Verbandes ausgezeichnet.
Werner Suerbaum sind drei Sammelbände (Festschriften) gewidmet: Ut poesis pictura 1–2, Bamberg 1993; Altera ratio. Klassische Philologie zwischen Subjektivität und Wissenschaft, Wiesbaden 2003; Vestigia Vergiliana, Berlin/New York 2010.

## Schriften (Auswahl)
- Vom antiken zum frühmittelalterlichen Staatsbegriff. Über Verwendung und Bedeutung von res publica, regnum, imperium und status von Cicero bis Jordanis, Münster i. W. 1961 (Orbis antiquus 16/17), ²1970, ³1977 (Diss.)
- Untersuchungen zur Selbstdarstellung älterer römischer Dichter: Livius Andronicus – Naevius – Ennius, Hildesheim 1968 (Spudasmata 19) (Habilitationsschrift)
- Vergils Aeneis. Beiträge zu ihrer Rezeption in Gegenwart und Geschichte, Bamberg 1981 (Auxilia 3)
- In Klios und Kalliopes Diensten. Kleine Schriften, hrsg. von Christoph Leidl und Siegmar Döpp, Bamberg 1993
- Vergils Aeneis. Epos zwischen Geschichte und Gegenwart, Stuttgart 1999, bibliogr. ergänzt 2018 (Reclams Universalbibliothek 17618)
- Handbuch der lateinischen Literatur der Antike, 1. Bd.: Die archaische Literatur. Von den Anfängen bis Sullas Tod. Die vorliterarische Periode und die Zeit von 240 bis 78 v.Chr., München 2002 (Handbuch der Altertumswissenschaft VIII 1) (Hrsg., aber weitgehend auch Autor); franz. Übersetzung als NHLL 1, Turnhout (Brepols) 2014
- Ennius in der Forschung des 20. Jahrhunderts. Eine kommentierte Bibliographie, Hildesheim 2003 (Bibliographien zur Klassischen Philologie 1)
- Cato Censorius in der Forschung des 20. Jahrhunderts. Eine kommentierte Bibliographie, Hildesheim 2004, 312 S. (Bibliographien zur Klassischen Philologie 2)
- Handbuch der illustrierten Vergil-Ausgaben 1502–1840. Geschichte, Typologie, Zyklen und kommentierter Katalog der Holzschnitte und Kupferstiche zur Aeneis in Alten Drucken mit 2 DVDs, Hildesheim 2008 (Bibliographien zur Klassischen Philologie 3)
- (zusammen mit Ulrich Wilke) Vergils Aeneis in vier Zyklen von Buch-Illustrationen des 16. und 17. Jahrhunderts. Der „Venezianische Vergil“ nach der Straßburger Ausgabe von 1502. Der „Londoner Vergil“ von 1658. Der „Augsburger Vergil“ von J. A. Thelot (1655–1734). Der „Nürnberger Vergil“ von 1688, Neukirchen 2014
- Skepsis und Suggestion. Tacitus als Historiker und als Literat, Heidelberg 2015
- Die Aeneis als Flüchtlings-Epos. Der Dichter Vergil behandelt politische Fragen, Antike und Abendland 63, 2017,78-104
- Verwandtschaftsbezeichnungen als Mittel der Leserlenkung und der politischen Analyse in den Annalen des Tacitus. In: Würzburger Jahrbücher für die Altertumswissenschaft NF 42, 2018, S. 177–214
- Vergils Epos als Drama. Die Gattungstransformation der Inclita Aeneis in der Tragicocomoedia des Johannes Lucienberger, Frankfurt 1576. Mit einer synoptischen Edition beider lateinischer Texte und weiteren Materialien in einem digitalen Ergänzungs-Band, Tübingen(Narr) 2018 = NeoLatina 29
- Ein zweiter "Triumph Caesars nach Flavio Biondo: Der Holzschnitt-Zyklus von Benedetto Bordone/ Jakob von Straßburg, Venedig 1504, und der Gemälde-Zyklus Andrea Mantegnas, Mittellateinisches Jahrbuch 56.2, 2021, 223–280
- Mantegnas Zyklus zum Triumph Caesars im Lichte einer neuentdeckten Vorzeichnung zu Canvas II. Kritische „Betrachtungen“ aus der Sicht eines Altertumswissenschaftlers, Antike und Abendland 67,2021. 65–95
- Uxor dolorosa. Zur Entwicklung des Bildmotivs „trauernde Frau mit Urne“. Von der Agrippina mit der Asche des Germanicus in den Annalen des Tacitus, über klassizistische Historienbilder zur anonymen Grabmalsskulptur in der Neuzeit. Dettelbach (J. Röll) 2022

## Herausgeberschaft
- (mit Friedrich Maier) Festschrift für Franz Egermann, München 1985 (auch Verfasser)
- (mit Friedrich Maier) Et scholae et vitae. Humanistische Beiträge zur Aktualität der Antike für Karl Bayer, München 1985 (auch Verfasser)
- Erinnerungen an Klassische Philologen. Festgabe für Ernst Vogt, Bologna 1993 (Eikasmos 4) (auch Verfasser)
- Beihefte zur Münchner Horaz-Ausstellung Disiecti membra poetae, 1–4, München 1993 (größtenteils auch Verfasser)
- Beihefte zur Münchener Vergil-Ausstellung 1998 Vergil visuell, 1–5 (größtenteils auch Verfasser), München 1998
- Handbuch der lateinischen Literatur der Antike, 1 (2002) (großenteils auch Autor; s. o.)
- Tacitus, Annalen. Deutsche Gesamtausgabe. Übersetzt von August Horneffer. Herausgegeben und mit einer neuen Einleitung versehen von Werner Suerbaum. Dritte, vollständig überarbeitete Auflage, Stuttgart (Kröner) 2018